# 圣女果
圣女果，是櫻桃番茄 (Cherry Tomato)的一種，香港人將櫻桃番茄取其音稱為車厘茄，外貌與另一種小型番茄葡萄番茄 (Grape Tomato)相似，但櫻桃番茄呈圓形，葡萄番茄則較長身呈橢圓形。因為多汁又甜，通常被當作水果食用，也可做成蜜饯, 或搭配酸梅或其他蜜餞等一起吃。
聖女的名稱來自台灣農友種苗公司一款小番茄品牌名稱。

## 概述

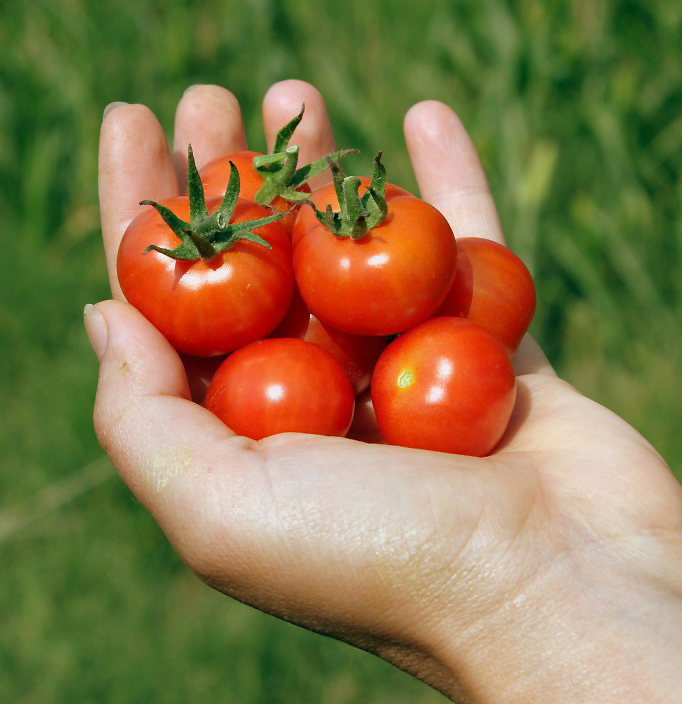

圣女果，又名聖女型番茄。屬於茄科，原产地是南美洲的秘鲁、厄瓜多尔和玻利维亚。在美洲、亚洲、大洋洲热带及亚热带地区都有分布。同普通番茄一样，圣女果既是蔬菜也是水果，但大多数情况下，圣女果都被当成水果食用。除了食用之外，植株较小的圣女果苗常被用来当做观赏植物养在家中。观赏食用皆可。【小番茄不易在室內栽培，因為很容易得病。】

### 外表特征
因為沒有嚴格的限定，市面上有許多小番茄都被稱為聖女番茄。但通常是紅色的小番茄才會被稱為聖女番茄，其他顏色的小番茄有其他的品種名。

### 口感
圣女果生吃清爽带甜，口感好。跟普通番茄一样有许多小籽，但无核，营养价值高，味道较普通番茄略甜。
营养价值
圣女果具有较高的番茄紅素和维生素C，含糖量与热量较番茄略高。

聖女果的種植可以在每年的2月份-6月份的時候進行，或是在下半年8月份-10月份的時候進行，適合在溫度比較穩定的情況下進行播種繁殖，切忌在溫度來回變化的時候播種。

## 图片

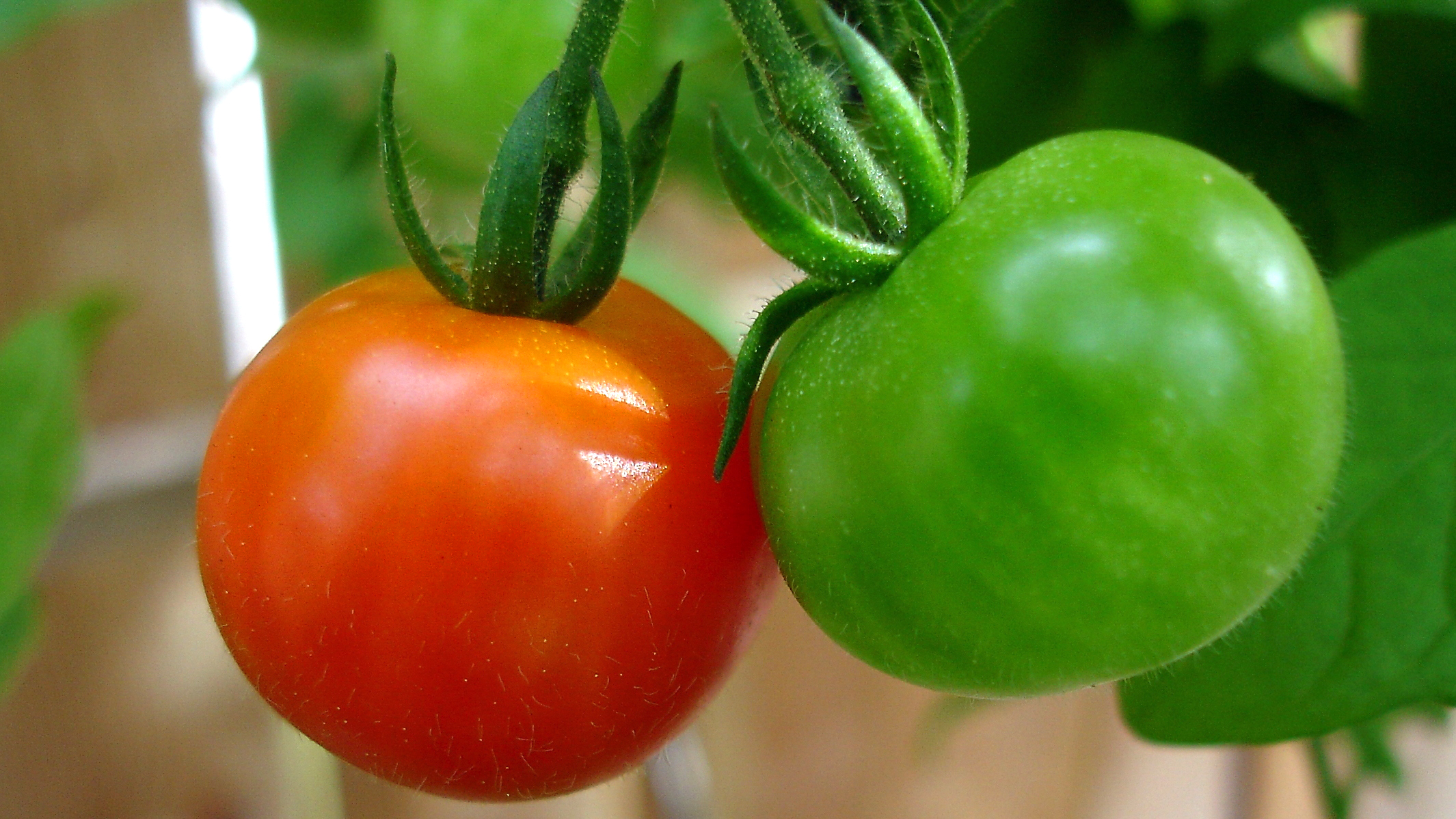
紅色及綠色櫻桃番茄
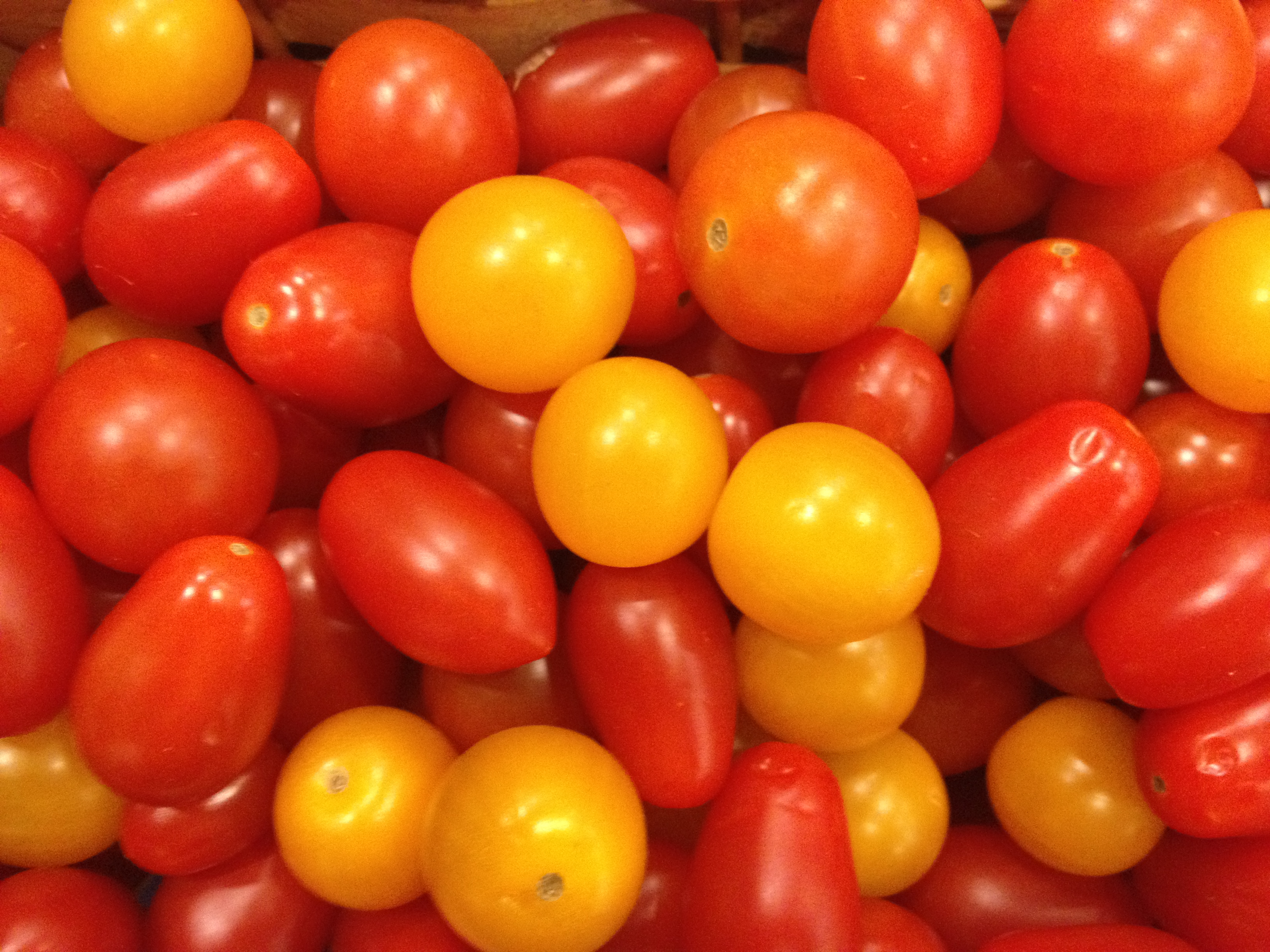
櫻桃番茄(圓形)、葡萄番茄(長身)
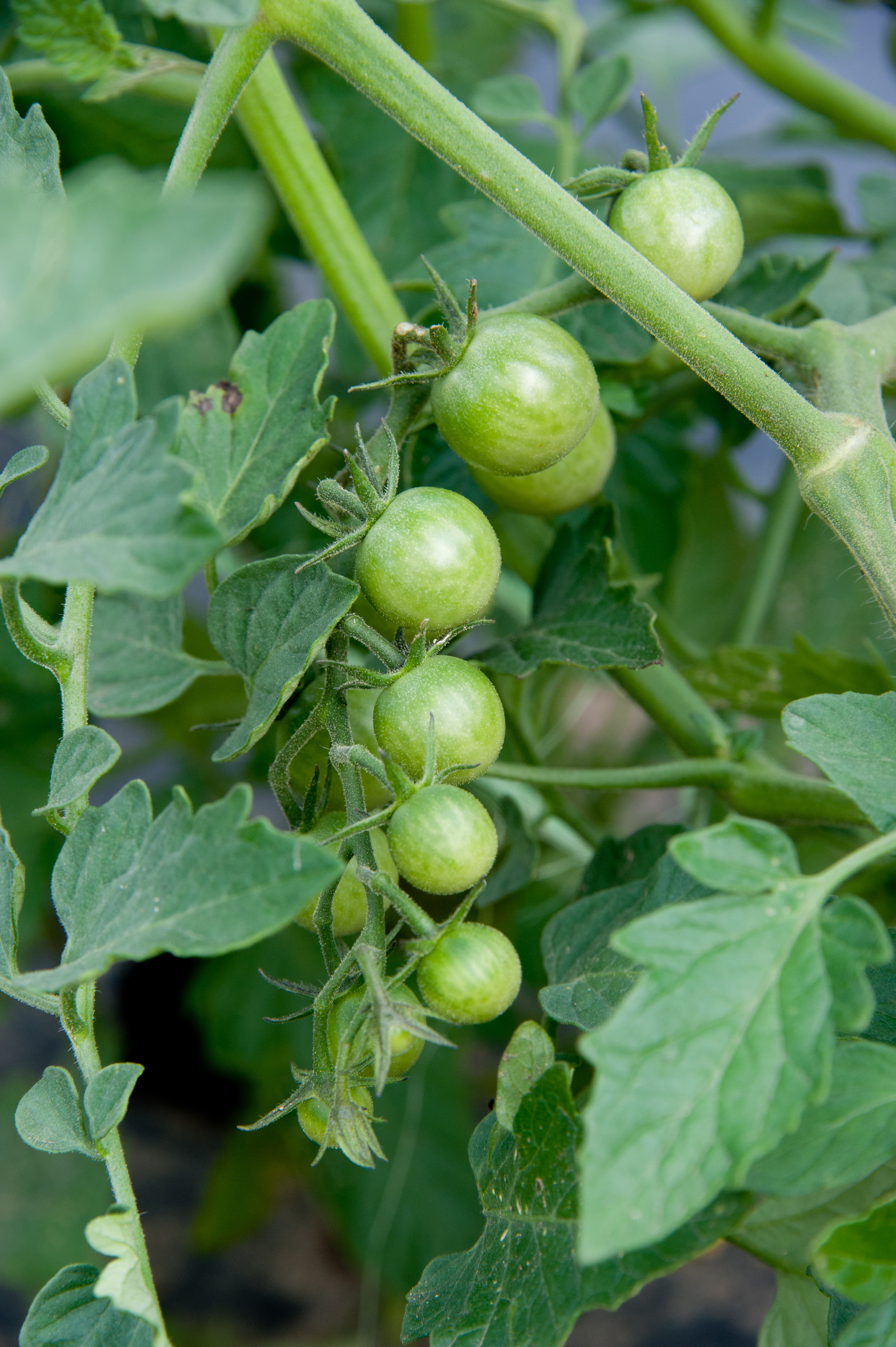
未成熟的櫻桃番茄
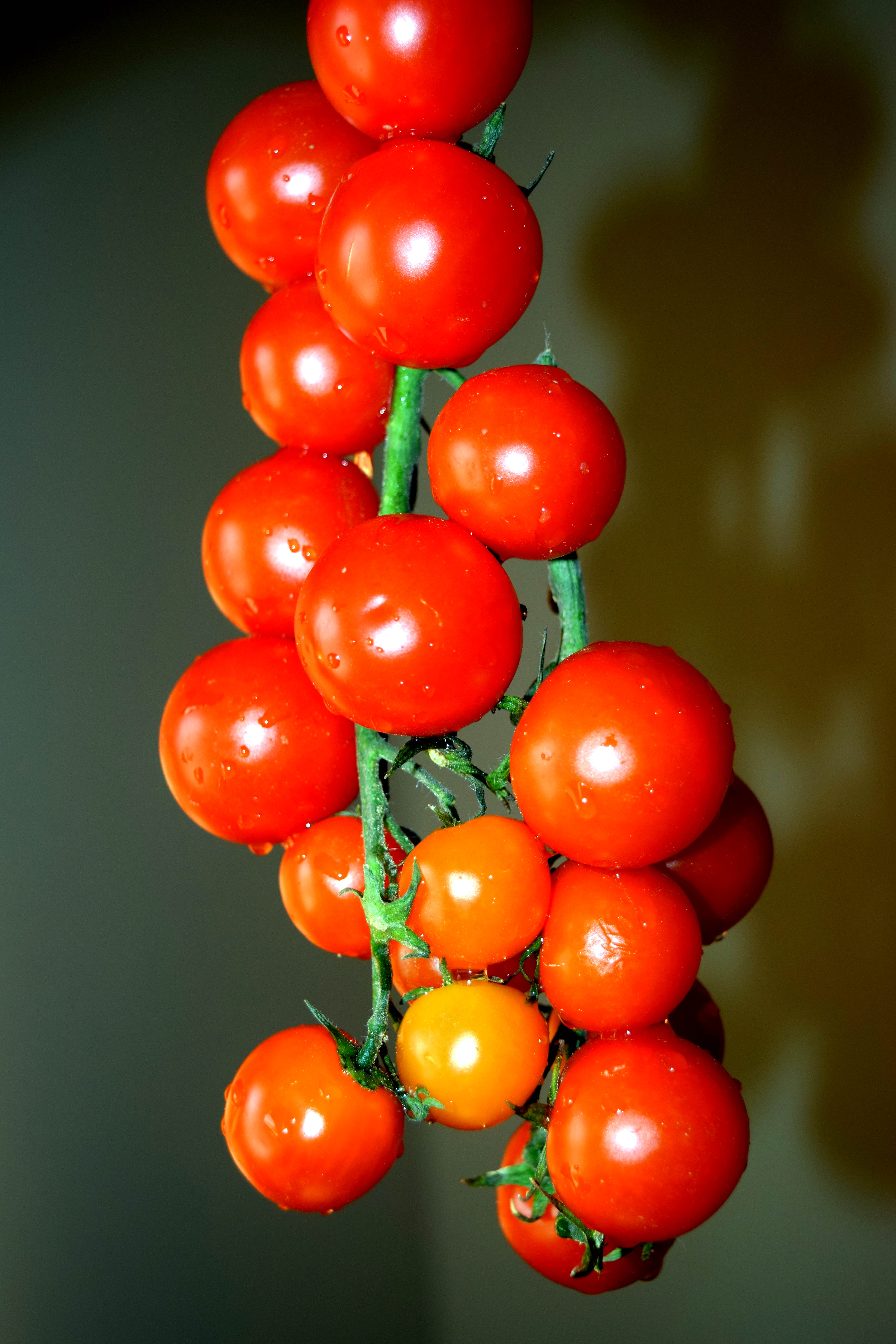
已成熟的櫻桃番茄
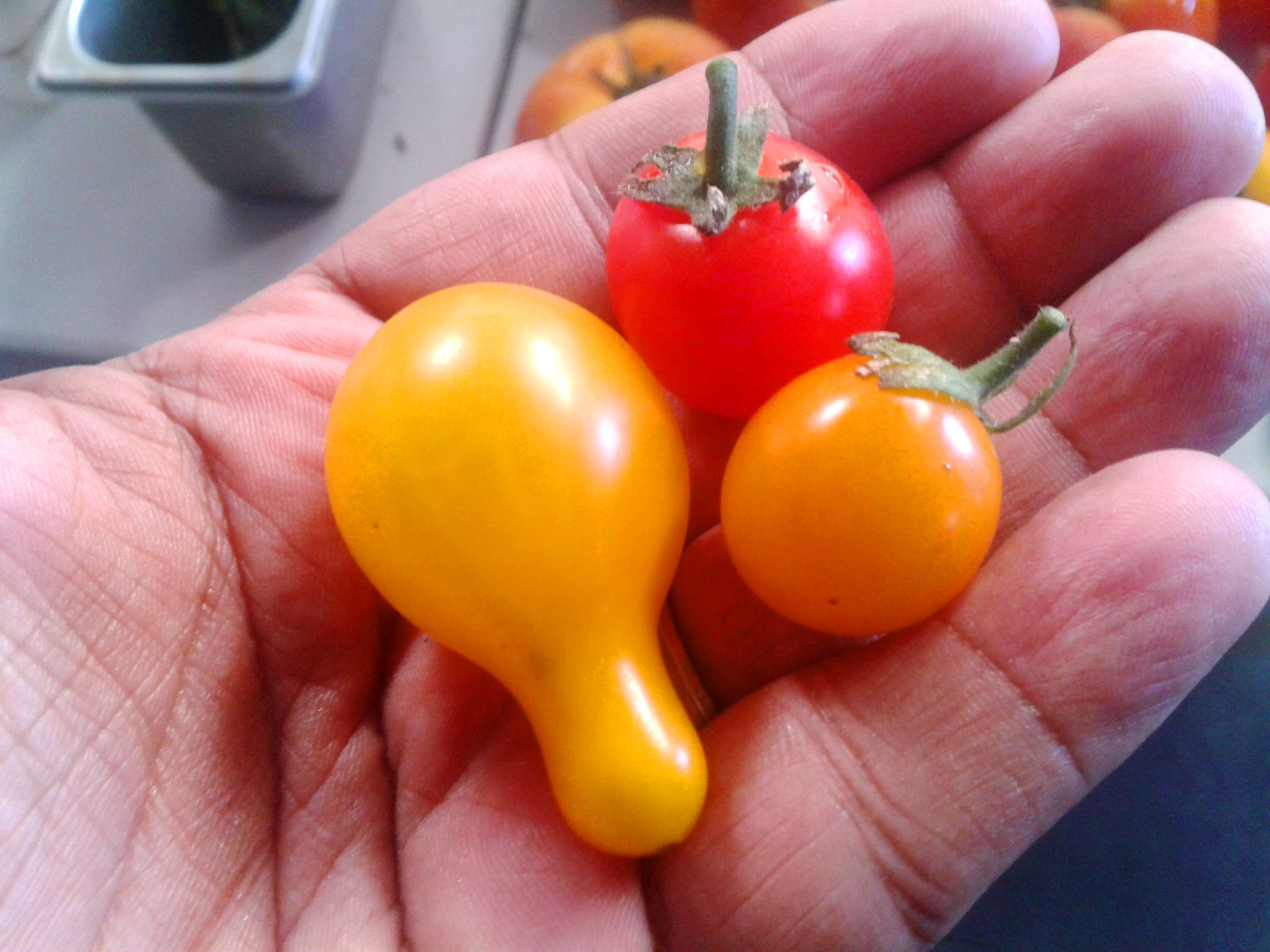
不同種類的櫻桃番茄
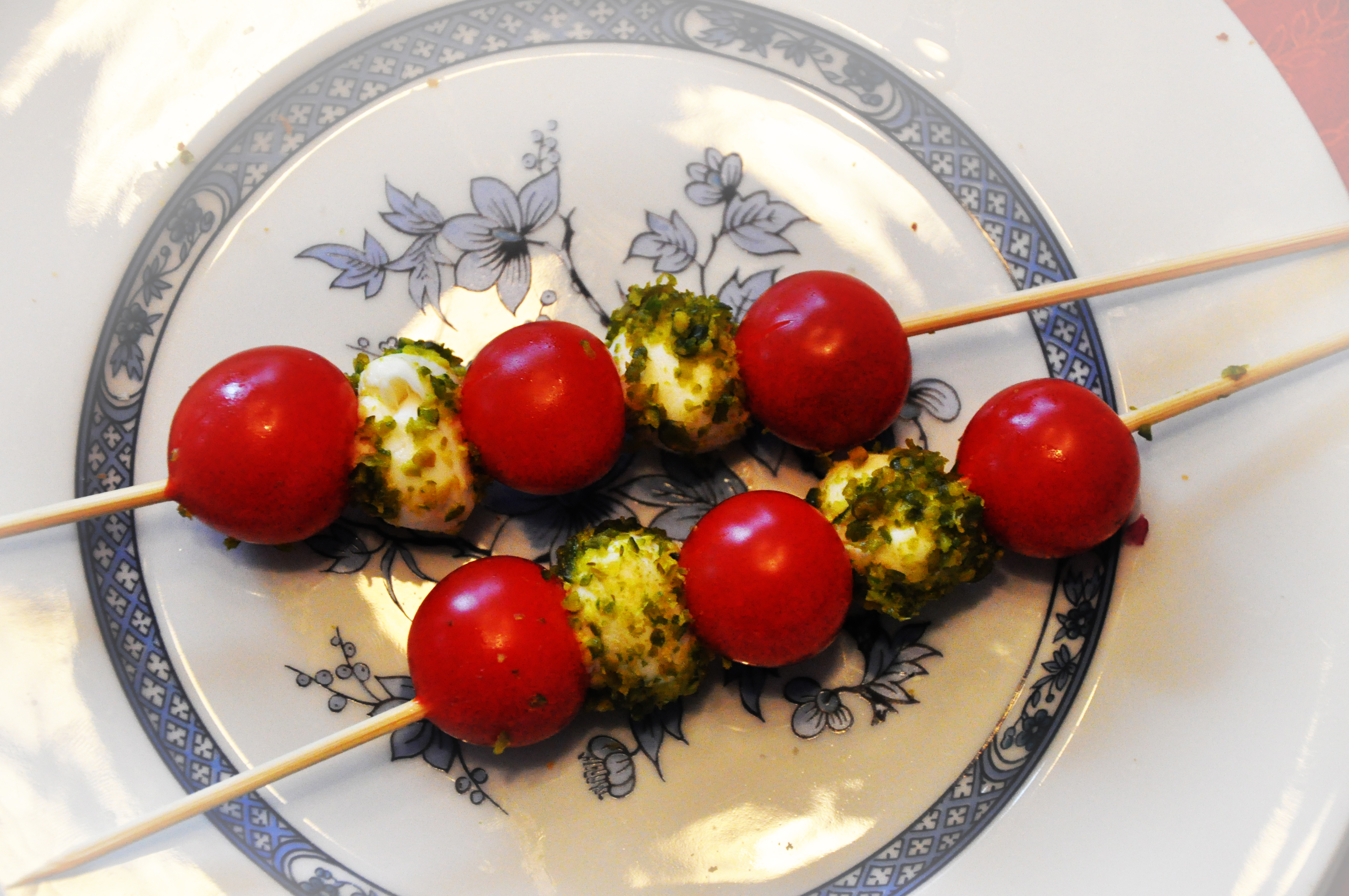
櫻桃番茄串燒